# Prowincja Ninh Bình
Ninh Bình wymowaⓘ – prowincja Wietnamu, znajdująca się w północnej części kraju, w Regionie Delty Rzeki Czerwonej.

## Podział administracyjny
W skład prowincji Ninh Bình wchodzi siedem dystryktów oraz jedno miasto.
- Miasta:

1. Hoa Lư

- Dystrykty:

1. Gia Viễn(inne języki)
2. Kim Sơn(inne języki)
3. Nho Quan(inne języki)
4. Tam Điệp(inne języki)
5. Yên Khánh(inne języki)
6. Yên Mô(inne języki)

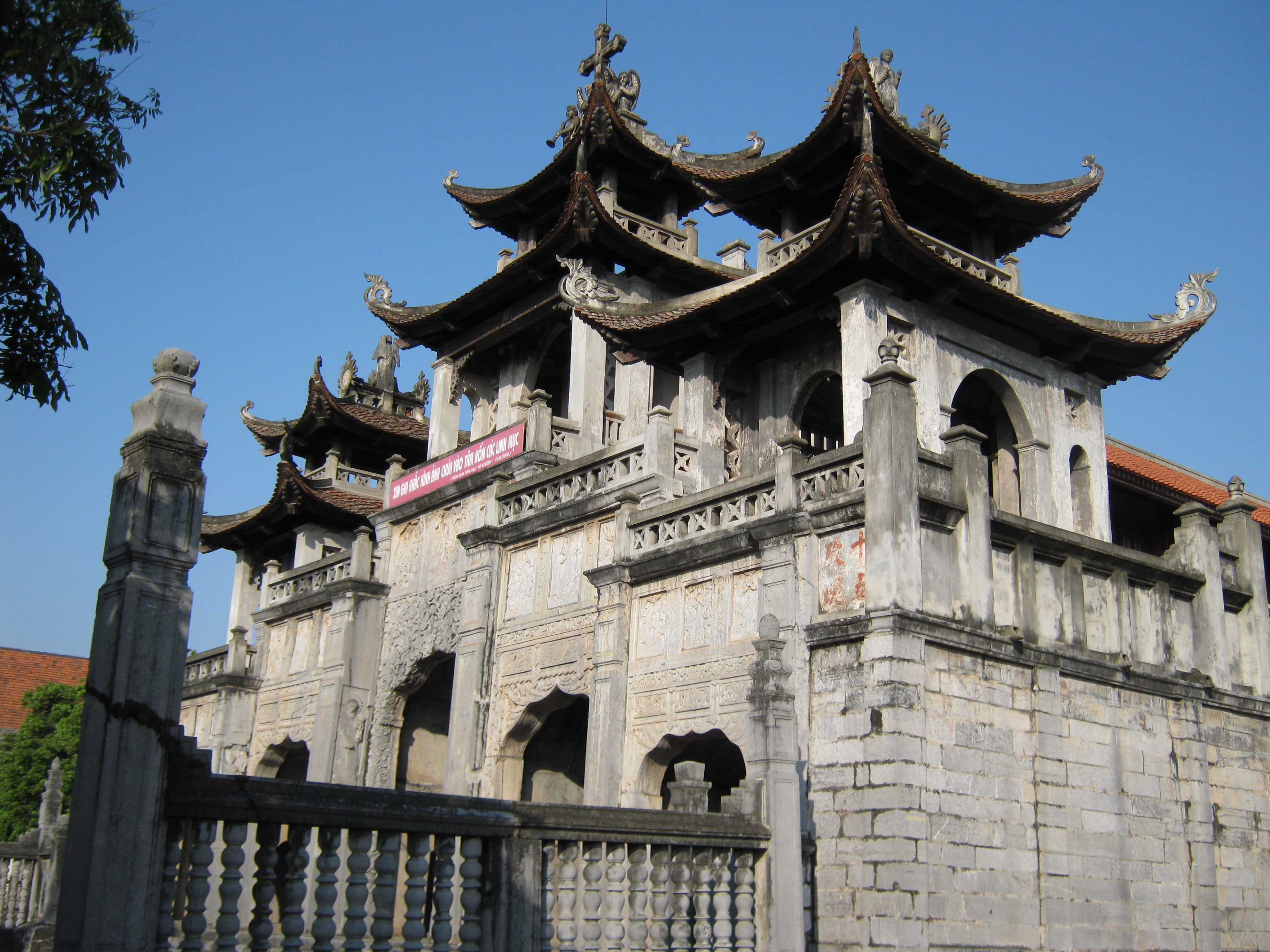
Kościół Phát Diệm(inne języki)
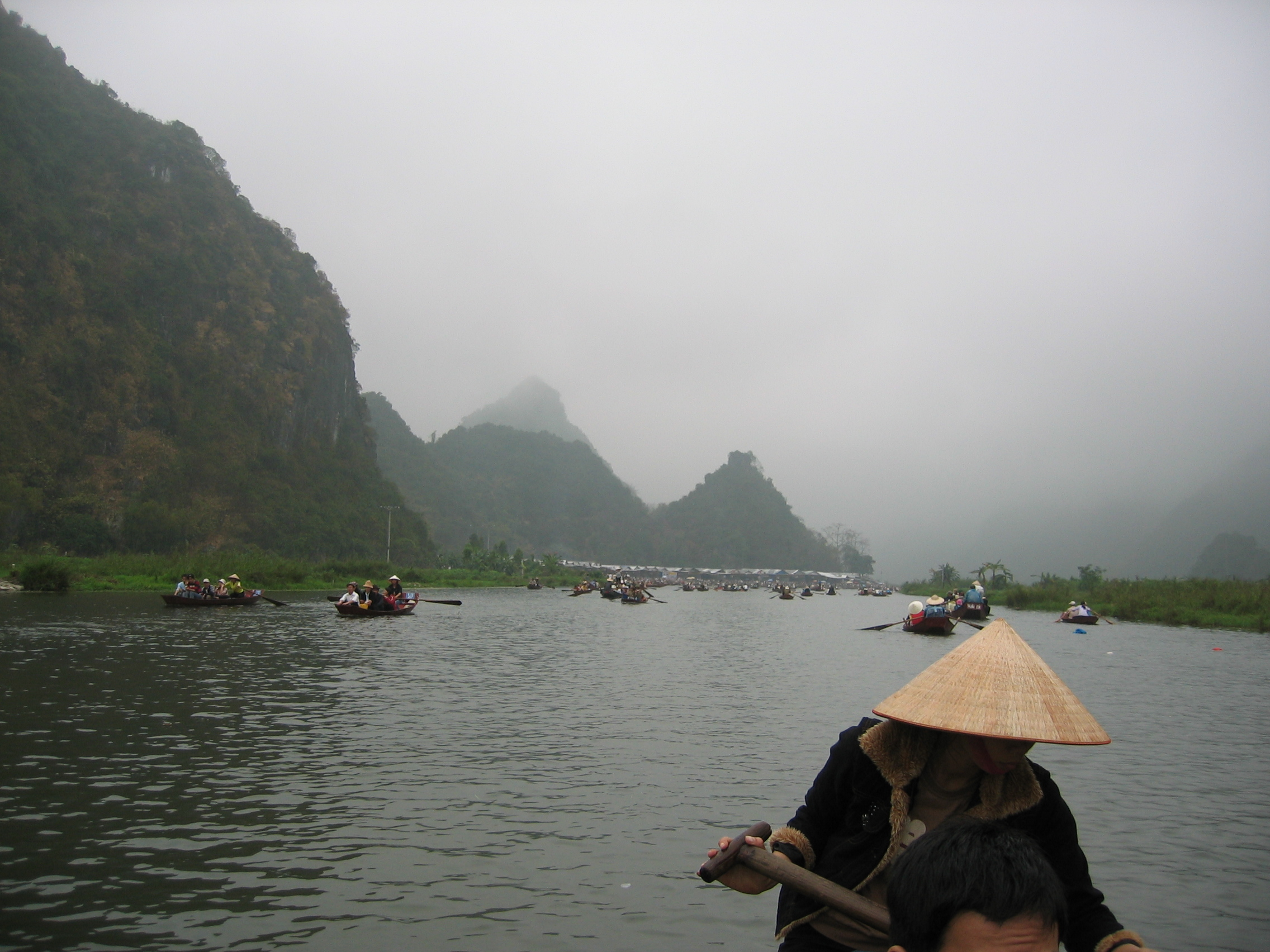
Tam Cốc(inne języki)
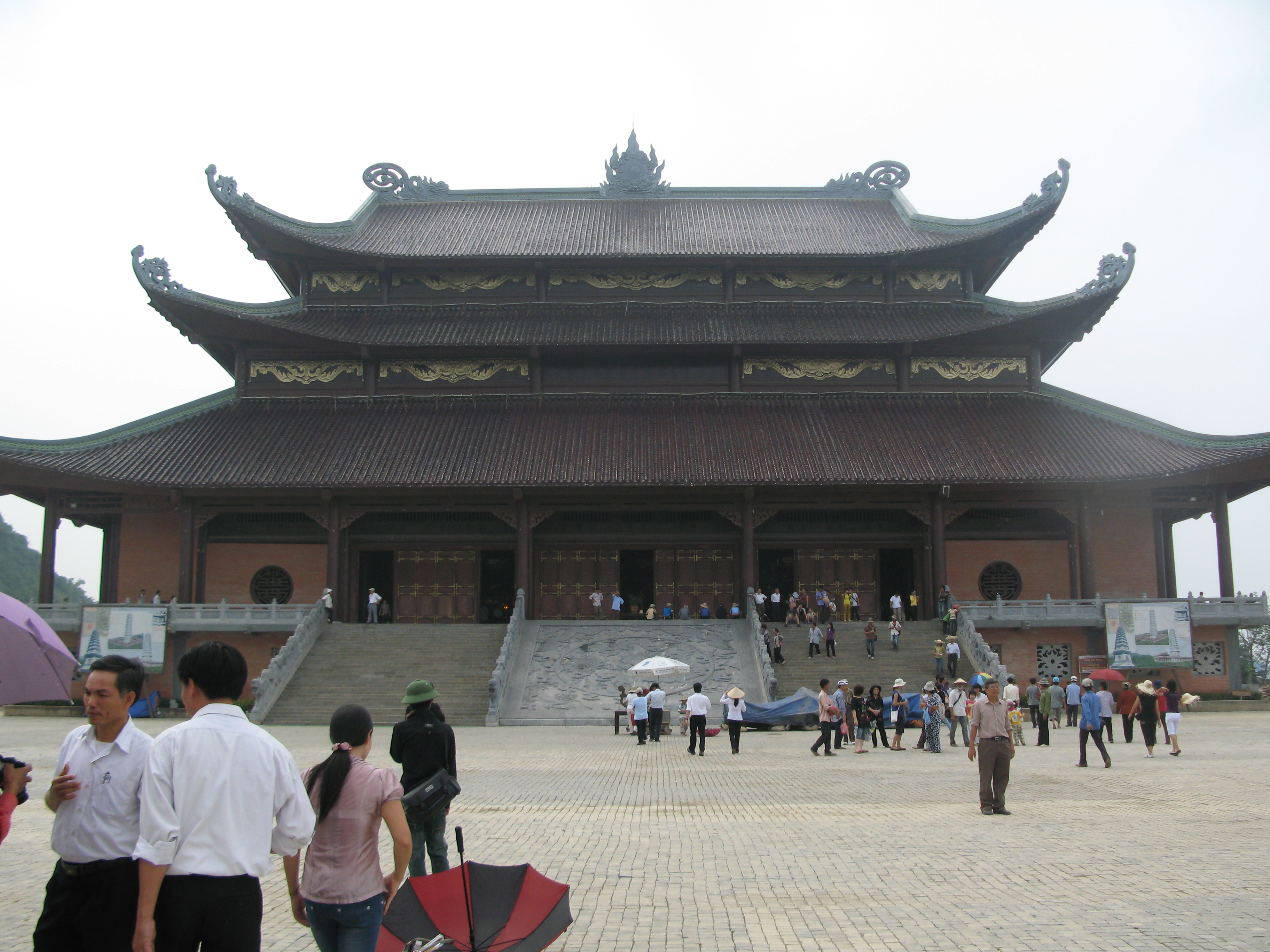
Świątynia Bái Đính(inne języki)
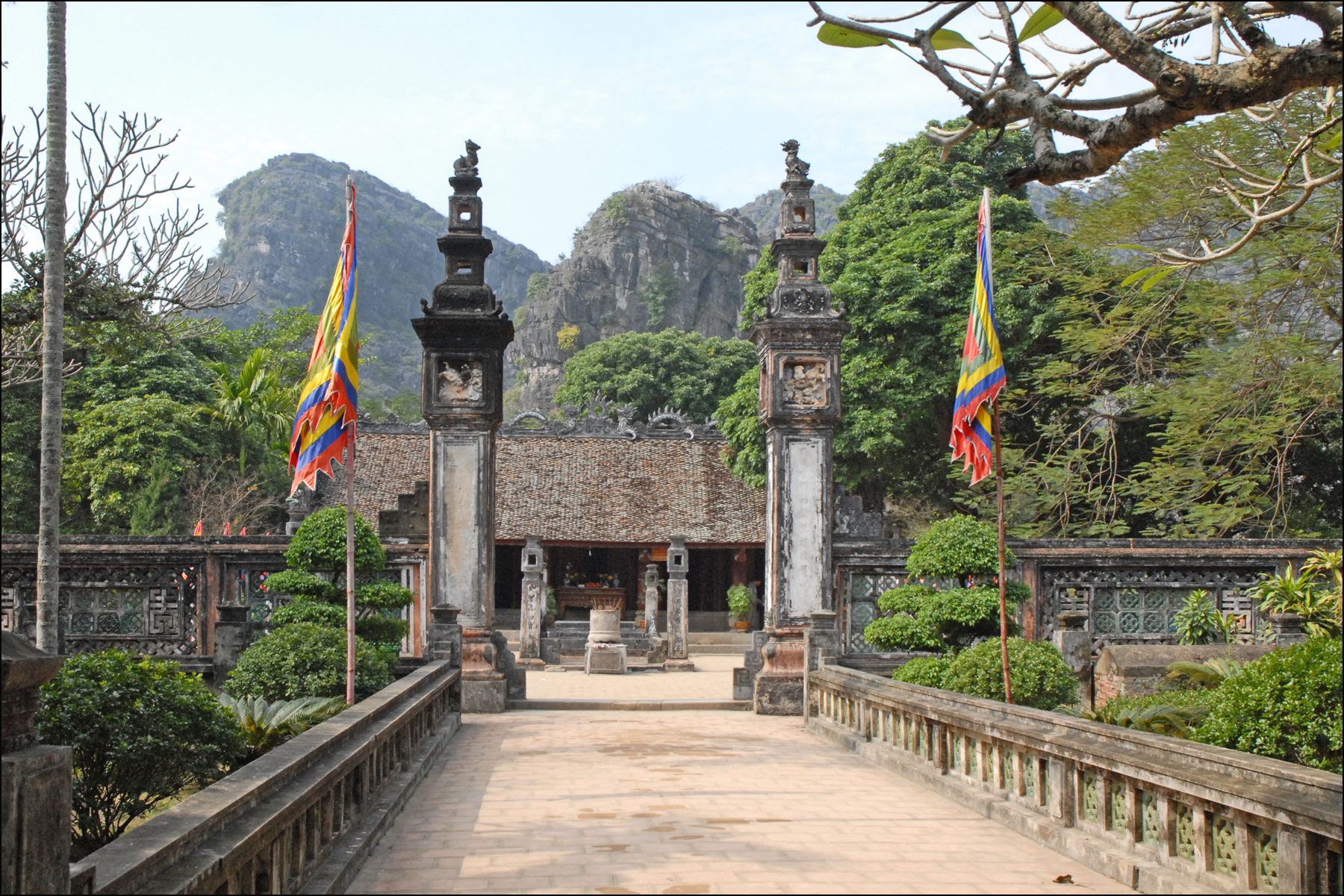
Świątynia w Hoa Lư
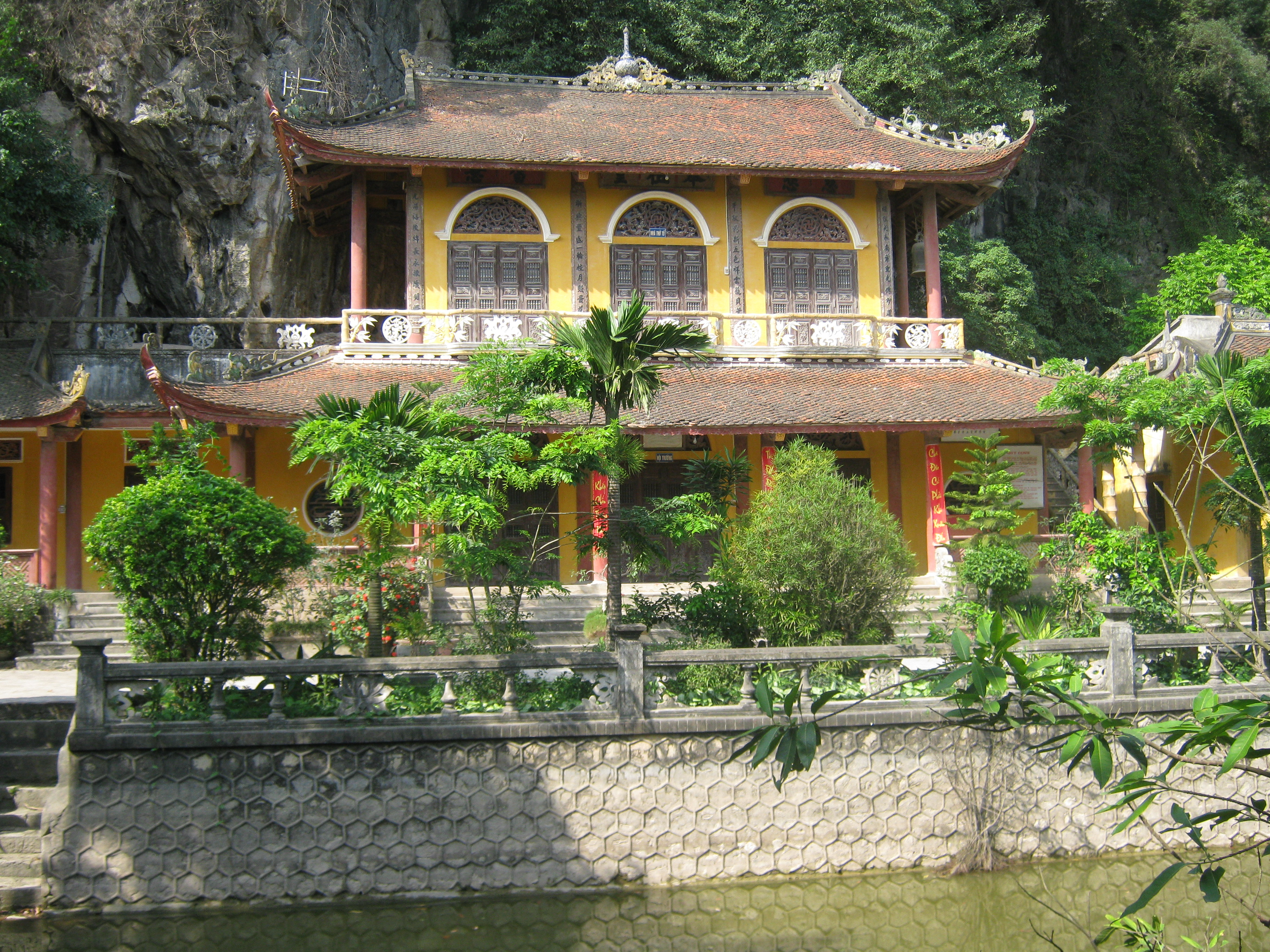
Świątynia Địch Lộng
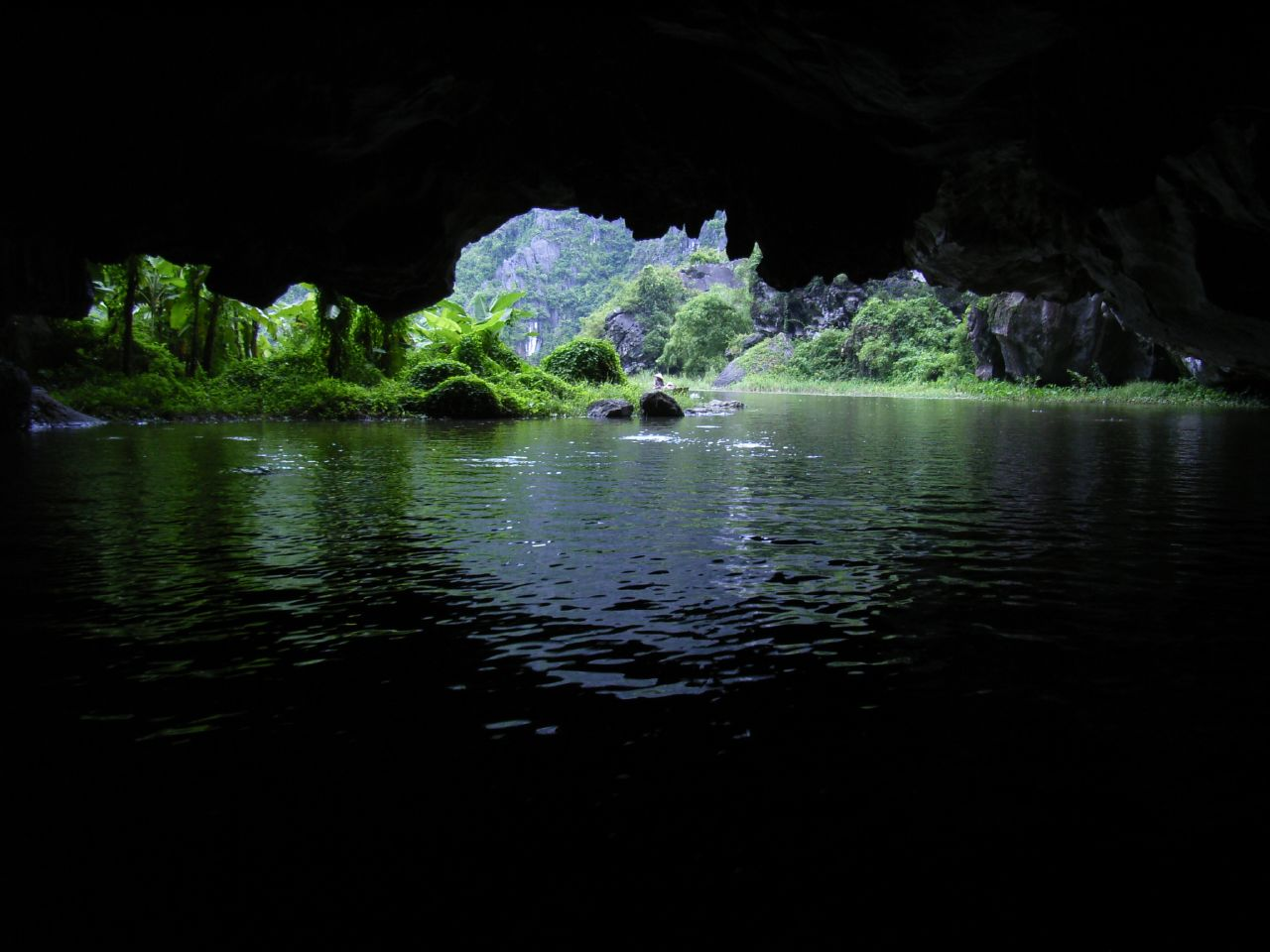
Tam Cốc(inne języki)